# Битва при Веллетри (1744)
Битва при Веллетри (итал. Battaglia di Velletri) — сражение итальянской кампании войны за австрийское наследство, состоявшееся в ночь с 10 на 11 августа 1744 года близ итальянского города Веллетри, между союзной испано-неаполитанской армией под командованием короля Неаполя Карла VII и австрийской армией под командованием генерал-фельдмаршала Георга Христиана Лобковица. Победа союзных войск позволила Карлу окончательно закрепиться в Неаполе.

## История
В марте 1744 года австрийская армия князя Лобковица (16 000 человек) выступила из Римини с намерением атаковать 10-тысячный испанский отряд герцога Дюмона де Гажа на позиции при Пезаре. Но Гаж уклонился от боя и, оставив Папскую область, отошел под защиту укреплений Пескары, куда в конце марта приближалась неаполитанская армия Карла III. Пока австрийский главнокомандующий в ожидании инструкций из Вены бездействовал у Тронта, союзники соединились и их общая численность составила 24 000 человек.
В начале мая союзная испано-неаполитанская армия перешла границу и расположилась на позиции при Веллетри у подошвы Артемизийских гор. Тем временем Лобковиц через Сполето и Терни двинулся к Неми (близ Веллетри). Ночью 17 июня 5-тысячный отряд Гажа внезапно атаковал передовые австрийские войска и нанес им поражение, после чего обе стороны бездействовали 2 месяца.
Получив затем из Вены приказ атаковать союзников, князь Лобковиц решился напасть на них ночью. Атака левого неприятельского крыла возлагалась на отряд генерала Бровна, тогда как остальные войска должны были бездействовать. 11 августа, на рассвете, Бровн с одной пехотой (кавалерия заблудилась) подошел к неприятельскому лагерю пяти кавалерийских полков. Австрийцы ворвались в него, принудили противника к бегству и зажгли лагерь. Вслед за тем, проломив ворота, они проникли в Веллетри.
Между тем, герцог Гаж поспешил в лагерь и принял меры к овладению Веллетри. Бровн, видя неуспех нападения, приказал в 9 часов утра оставить город и отойти к лагерю. До конца октября обе стороны оставались на позициях, за тем Лобковиц отступил в окрестности Римини и Фано.